# 3 000 mètres steeple féminin aux championnats du monde d'athlétisme 2023
Pour des articles plus généraux, voir Championnats du monde d'athlétisme 2023 et 3 000 mètres steeple aux championnats du monde d'athlétisme.
Navigation
Eugene 2022 Tokyo 2025
L'épreuve du 3 000 mètres steeple féminin  des championnats du monde de 2023 se déroule les 23 et 27 août 2023 au sein du Centre national d'athlétisme à Budapest, en Hongrie.

## Qualification
La période de qualification est comprise entre le 31 juillet 2022 et le 30 juillet 2023. Le minima de qualification est fixé à 9 min 23 s 00.

## Résultats

### Séries
Les 5 premières de chaque série (Q) accèdent à la finale.
| Rang | Série | Athlète                 | Pays        | Temps    | Notes |
| ---- | ----- | ----------------------- | ----------- | -------- | ----- |
| 1    | 3     | Jackline Chepkoech      | Kenya       | 9:16.41  | Q     |
| 2    | 3     | Zerfe Wondemagegn       | Éthiopie    | 9:16.97  | Q     |
| 3    | 3     | Luiza Gega              | Albanie     | 9:17.71  | Q     |
| 4    | 1     | Winfred Yavi            | Bahreïn     | 9:19.18  | Q     |
| 5    | 1     | Beatrice Chepkoech      | Kenya       | 9:19.22  | Q     |
| 6    | 2     | Faith Cherotich         | Kenya       | 9:19.55  | Q     |
| 7    | 2     | Sembo Almayew           | Éthiopie    | 9:19.60  | Q     |
| 8    | 2     | Peruth Chemutai         | Ouganda     | 9:20.03  | Q     |
| 9    | 1     | Lomi Muleta             | Éthiopie    | 9:20.13  | Q     |
| 10   | 3     | Alice Finot             | France      | 9:20.27  | Q     |
| 11   | 1     | Courtney Wayment        | États-Unis  | 9:20.60  | Q     |
| 12   | 2     | Maruša Mišmaš-Zrimšek   | Slovénie    | 9:21.79  | Q     |
| 13   | 1     | Marwa Bouzayani         | Tunisie     | 9:23.07  | Q     |
| 14   | 1     | Alicja Konieczek        | Pologne     | 9:23.45  | PB    |
| 15   | 3     | Olivia Gürth            | Allemagne   | 9:24.28  | Q, PB |
| 16   | 2     | Parul Chaudhary         | Inde        | 9:24.29  | Q, PB |
| 17   | 1     | Aimee Pratt             | Royaume-Uni | 9:26.37  |       |
| 18   | 1     | Regan Yee               | Canada      | 9:26.39  |       |
| 19   | 2     | Ceili McCabe            | Canada      | 9:29.30  |       |
| 20   | 2     | Cara Feain-Ryan         | Australie   | 9:29.60  | PB    |
| 21   | 3     | Greta Karinauskaite     | Lituanie    | 9:30.28  |       |
| 22   | 3     | Kristlin Gear           | États-Unis  | 9:30.61  |       |
| 23   | 3     | Amy Cashin              | Australie   | 9:31.07  | SB    |
| 24   | 1     | Marta Serrano           | Espagne     | 9:31.82  |       |
| 25   | 3     | Irene Sánchez-Escribano | Espagne     | 9:31.97  |       |
| 26   | 2     | Carolina Robles         | Espagne     | 9:34.41  |       |
| 27   | 2     | Flavie Renouard         | France      | 9:39.91  |       |
| 28   | 2     | Emma Coburn             | États-Unis  | 9:41.52  |       |
| 29   | 2     | Aneta Konieczek         | Pologne     | 9:45.61  |       |
| 30   | 2     | Daisy Jepkemei          | Kazakhstan  | 9:46.23  | SB    |
| 31   | 1     | Tuğba Güvenç            | Turquie     | 9:50.96  |       |
| 32   | 1     | Brielle Erbacher        | Australie   | 9:57.11  |       |
| 33   | 1     | Natalija Strebkova      | Ukraine     | 10:02.20 |       |
| 34   | 3     | Juliane Hvid            | Danemark    | 10:09.41 |       |
| 35   | 3     | Tatiane Raquel da Silva | Brésil      | 10:19.80 |       |

### Finale
| Rang               | Athlète               | Pays       | Temps         | Notes |
| ------------------ | --------------------- | ---------- | ------------- | ----- |
| Médaille d'or      | Winfred Yavi          | Bahreïn    | 8 min 54 s 29 | WL    |
| Médaille d'argent  | Beatrice Chepkoech    | Kenya      | 8 min 58 s 98 | SB    |
| Médaille de bronze | Faith Cherotich       | Kenya      | 9 min 00 s 69 | PB    |
| 4                  | Zerfe Wondemagegn     | Éthiopie   | 9 min 05 s 51 |       |
| 5                  | Alice Finot           | France     | 9 min 06 s 15 | NR    |
| 6                  | Maruša Mišmaš-Zrimšek | Slovénie   | 9 min 06 s 37 | NR    |
| 7                  | Peruth Chemutai       | Ouganda    | 9 min 10 s 26 | SB    |
| 8                  | Luiza Gega            | Albanie    | 9 min 10 s 27 | SB    |
| 9                  | Jackline Chepkoech    | Kenya      | 9 min 14 s 72 |       |
| 10                 | Marwa Bouzayani       | Tunisie    | 9 min 15 s 07 |       |
| 11                 | Parul Chaudhary       | Inde       | 9 min 15 s 31 | NR    |
| 12                 | Lomi Muleta           | Éthiopie   | 9 min 15 s 36 |       |
| 13                 | Sembo Almayew         | Éthiopie   | 9 min 18 s 25 |       |
| 14                 | Olivia Gürth          | Allemagne  | 9 min 20 s 08 | PB    |
| 15                 | Courtney Wayment      | États-Unis | 9 min 25 s 90 |       |

## Légende
Records et Performances
- AR : Record continental (area record)
- CR : Record des championnats (championship record)
- MR : Record du meeting (meet record)
- NR : Record national (national record)
- OR : Record olympique (olympic record)
- PR : Record paralympique (paralympic record)
- PB : Record personnel (personal best)
- SB : Meilleure performance personnelle de la saison (season's best)
- WL : Meilleure performance mondiale de l'année (world leader)
- WJR : Record du monde junior (world junior record)
- WR : Record du monde (world record)

Circonstances et Conditions
- DNF : N'a pas terminé (did not finish)
- DNS : N'a pas pris le départ (did not start)
- DQ : Disqualification (disqualification)
- NM : Aucun essai valable enregistré (No Mark)
- Q : Qualifié « directement » au prochain tour (ou à la prochaine compétition), lors d'une compétition majeure, grâce au classement ou à la réalisation des minima (automatic qualifier)
- q : Qualifié au prochain tour (ou à la prochaine compétition), lors d'une compétition majeure, grâce au repêchage ou à la réalisation de l'une des meilleures performances parmi celles des « non qualifiés directement » (grâce au meilleur temps ou à la meilleure distance par exemple) (secondary qualifier)